# Gualberto Jara
Gualberto Ramón Jara Vera (Asunción, Paraguay, 13 de julio de 1959) es un entrenador de fútbol paraguayo. Actualmente se encuentra al mando de las divisiones inferiores de Colo-Colo, aunque ha debido realizar la labor de entrenador interino del primer equipo albo en un par de ocasiones.

## Trayectoria

### Como ayudante técnico
Llegó al club Colo-Colo, como ayudante técnico durante el período de Gustavo Benítez entre 1995 y 1998. En esa etapa, obtendría tres campeonatos nacionales.  
En enero de 1999, acompañó a Benítez a Santander, como parte del equipo técnico del Real Racing Club que disputaría la Liga de Primera División española. Sería parte del equipo técnico de Benítez hasta 2008.

### Como jefe de Divisiones Menores
Tras dejar el cuerpo técnico de Gustavo Benítez en Cobreloa, luego de clasificar a los play-offs, se anuncia su llegada a Colo-Colo, esta vez a cargo de la gerencia del Fútbol Joven albo. Se desempeñaría en esa función hasta abril de 2011, cuando decide volver a secundar a Benítez en Palestino para la disputa del Campeonato de Clausura de 2011.

### Como entrenador
Su primera experiencia como entrenador fue con la Universidad de Concepción en el Torneo de Clausura 2005 chileno, donde terminaría en la medianía de la tabla y clasificaría a play off donde serían eliminados en cuartos de final a manos del posterior subcampeón: la Universidad de Chile. 
La segunda experiencia de Jara como entrenador fue en su breve paso por el Club Sol de América, con quien disputaría el Campeonato de Apertura 2013, finalizando en la sexta posición, dejando la banca del club tras 24 partidos dirigidos y 10 triunfos. 
En distintas etapas de su carrera ha debido asumir de manera interina el cargo de entrenador del primer equipo de Colo-Colo. En 2009 lo hizo luego de la abrupta salida de Marcelo Barticciotto, y en marzo de 2020 tras la salida de Mario Salas, estuvo en el cargo hasta octubre de aquel año, para posteriormente retornar a su puesto como entrenador en cadetes del cuadro cacique.

## Clubes

### Como ayudante técnico
| Club                | País     | Año       |
| ------------------- | -------- | --------- |
| Cerro Corá          | Paraguay | 1993      |
| Olimpia             | Paraguay | 1994      |
| Colo-Colo           | Chile    | 1995−1998 |
| Racing de Santander | España   | 1999−2001 |
| Rayo Vallecano      | España   | 2003      |
| Olimpia             | Paraguay | 2004−2005 |
| Cobreloa            | Chile    | 2008      |
| Palestino           | Chile    | 2011      |

### Como entrenador
| Club                      | País     | Año       | PJ | PG | PE | PP | Rendimiento |
| ------------------------- | -------- | --------- | -- | -- | -- | -- | ----------- |
| Universidad de Concepción | Chile    | 2005−2006 | 43 | 18 | 10 | 15 | 49.61%      |
| Colo-Colo (interino)      | Chile    | 2009      | 4  | 2  | 1  | 1  | 58.33%      |
| Sol de América            | Paraguay | 2013      | 24 | 10 | 6  | 8  | 50%         |
| Colo-Colo (interino)      | Chile    | 2020      | 12 | 3  | 3  | 6  | 33.33%      |
| Total                     | Total    | Total     | 83 | 33 | 20 | 30 | 47.79%      |